# Římskokatolická farnost Ostrov u Macochy
Římskokatolická farnost Ostrov u Macochy je územní společenství římských katolíků v městysu Ostrov u Macochy s farním kostelem sv. Maří Magdalény. Farnost je součástí blanenského děkanství v rámci brněnské diecéze.

## Území farnosti
- Ostrov u Macochy

## Historie farnosti
První písemná zmínka o obci pochází z roku 1349. K roku 1437 je uváděn v písemných pramenech zdejší kostel i fara.
Během 16. století působili na faře bratrští duchovní. Během třicetileté války farnost zanikla a od roku 1630 spadala pod jedovnickou farnost.
Kostel byl koncem 17. století velmi zchátralý a roku 1690 byl opraven. Roku 1785 byl kostel rozšířen.. Po vystavění kostela byla v Ostrově zřízena lokálie a roku 1797 byla opět zřízena samostatná farnost. Matriky se vedou od roku 1785.
Velkou opravu prodělal kostel v roce 1848. Roku 1902 byl od kostela přestěhován hřbitov za vesnici směrem ke Sloupu.

## Duchovní správci
Duchovním správcem farnosti byl v uplynulých desetiletích jako administrátor excurrendo farář z jedovnické farnosti. Od 15. listopadu 1999 do července 2015 jím byl R.D. ICLic. Václav Trmač. Toho v srpnu 2015 vystřídal jako administrátor excurrendo R. D. Mgr. Pavel Kuchyňa, duchovní správce sousední lipovecké farnosti.

## Bohoslužby
| Kostel               | Místo            | Bohoslužba (den) | Hodina                         | Poznámka     |
| -------------------- | ---------------- | ---------------- | ------------------------------ | ------------ |
| svaté Maří Magdalény | Ostrov u Macochy | neděle čtvrtek   | 7.45 17.00 (zima)/18.00 (léto) | farní kostel |

## Aktivity farnosti
Na území farnosti leží Císařská jeskyně, kde v roce 1933 byla ve skalním výklenku umístěna socha Panny Marie Lurdské a konaly se zde poutní bohoslužby. Po roce 1950 však byla jeskyně pro veřejnost uzavřena a umístěná socha Panny Marie zmizela. Poutě byly obnoveny v roce 2001 a do jeskyně se umístila socha nová, kterou věnoval sloupský farář R.D. František Kozár. Ta byla nedlouho poté nahrazena jinou odolnější. Poutě se konají pravidelně v květnu a bývají spojené s děkanátním setkáním ministrantů.
Ve farnosti se pravidelně koná tříkrálová sbírka. V roce 2015 se při ní vybralo 25 857 korun.V roce 2017 dosáhl výtěžek sbírky 30 456 korun.
Kostel je přístupný kromě bohoslužeb také v rámci Noci kostelů.
Den vzájemných modliteb farností za bohoslovce a bohoslovců za farnosti brněnské diecéze i Adorační den připadá na 31. srpna.

## Primice farnosti
Svoji primiční mši svatou v ostrovském kostel sloužil 13. srpna 2016 dominikánský novokněz P. Justin Dvorský. 